# Stenophylax sipahilerae
Stenophylax sipahilerae är en nattsländeart som först beskrevs av Kumanski och Malicky 1997.  Stenophylax sipahilerae ingår i släktet Stenophylax och familjen husmasknattsländor. Inga underarter finns listade i Catalogue of Life.